# Stazione di Aki-Nakano
La stazione di Aki-Nakano (安芸中野?, Aki-Nakano-eki) è una stazione ferroviaria situata nel quartiere di Aki-ku della città di Hiroshima, nella prefettura omonima in Giappone. Si trova lungo la linea principale Sanyō della JR West e fa parte dell'area urbana di Hiroshima.

## Linee e servizi
JR West
■ Linea principale Sanyō

## Caratteristiche
La stazione è dotata di un marciapiede laterale e uno a isola con tre binari in superficie capaci di accogliere treni a 8 casse. La stazione supporta la bigliettazione elettronica ICOCA ed è dotata di tornelli di accesso. Il binario 2 è usato promiscuamente per entrambe le direzioni.
| 1-2 | ■ Linea principale Sanyō | per Mihara, Fukuyama e Okayama |
| 2-3 | ■ Linea principale Sanyō | per Hiroshima e Iwakuni        |

## Stazioni adiacenti
| «                      | Servizio               | »                      |
| Linea principale Sanyō | Linea principale Sanyō | Linea principale Sanyō |
| ---------------------- | ---------------------- | ---------------------- |
| Nakanohigashi          | Locale                 | Kaitaichi              |
| Il rapido non ferma    |                        |                        |